# منطق توصیف
منطق توصیف (به انگلیسی: Description logic) با کوته‌نوشت DL (دی ال) خانواده‌ای از زبان‌های نمایش دانش است. بیشتر زبان‌های DL ها رساتر از منطق گزاره‌ای هستند اما رسایی کمتری نسبت به منطق مرتبه اول دارند. در مقایسه با منطق درجه اول، مساله‌های استنتاج اصلی برای DL ها معمولاً تصمیم‌پذیر هستند، و برای این مسائل، رویه‌های تصمیم مؤثر طراحی و پیاده‌سازی شده‌است. 

## انواع منطق توصیف
گونه‌های منطق توصیف از نوع «عمومی»، «فضایی»، «زمانی، فضا-زمانی»، و «فازی» وجود دارد، و هر منطق توصیف یک توازن بین «توانمندی رسا بودن زبان» و «پیچیدگی بازنمود دانش» که این از طریق پشتیبانی از مجموعه های مختلفی از سازنده‌های ریاضی انجام می‌شود.

## کاربردها
- از DL ها در هوش مصنوعی برای توصیف و استنتاج درباره مفاهیم مرتبط یک دامنه کاربردی (مثل دانش اصطلاحاتی) استفاده می‌شود.[۲]
- DL ها اهمیت خاصی در ایجاد صوری سازی منطقی برای هستی شناسی و وب معنایی دارند: زبان هستی شناسی وب (OWL) و نمایه آن بر اساس DL ها می‌باشد.[۲]
- قابل ذکرترین کاربرد DL ها و OWL در انفورماتیک پزشکی است که در آن DL در کدگذاری دانش زیست‌پزشکی کمک کننده است.[۲]

## مقدمه
یک منطق توصیف (DL) مدل کننده: مفاهیم، نقش‌ها، و اشخاص است، و هم چنین رابطه بین این موارد نیز را مدل می‌کند.
مفهوم اساس در یک DL، مفهوم اصل (axiom) است. اصل یک جمله منطقی است که نقش‌ها و/یا مفاهیم را با هم مرتبط می‌کند. و این یک تفاوت کلیدی با مفهوم الگوی قاب است که در آن مشخصات قاب، به صورت کامل یک کلاس را تعریف و اعلام می‌کند.

## توصیف صوری
مشابه منطق مرتبه اول (FOL) یک نحو تعریف کننده آن است که کدام مجموعه نماد یک عبارت قانونی در منطق توصیف هستند؛ و معناشناسی، معنا را تعیین می‌کند. برخلاف FOL، یک DL می‌تواند چندین نوع نحو خوش-تعریف داشته باشد.

### نحو
نحو یک عضو از خانواده منطق توصیف توسط تعریف‌های بازگشتی مشخص می‌گردد، که در آن سازنده هایی که می‌توان از آن برای ساخت عبارت مفهوم استفاده کرد، مطرح می شود.
بعضی از سازنده‌ها با سازنده های منطقی در منطق مرتبه اول (FOL) مرتبط اند، مثل 
- اشتراک یا عطف مفاهیم، اجتماع یا فصل مفاهیم، نقیض یا متمم مفاهیم، سورهای عمومی و سورهای وجودی.[۲]

سازنده‌های دیگر ساختارهای منتظری در FOL ندارند، که شامل محدودیت روی نقش ها است:
- معکوس، ترایا و تابعی بودن.[۲]

### نمادگذاری
فرض کنید که C و D مفهوم هستند، و a و b شخص اند، و R یک نقش می‌باشد.
اگر a یک R-related با b باشد، آنوقت به b گفته می شود که R-successor برای a است.

| نماد                         | توصیف                                         | مثال                           | تلفظ                          |
| ---------------------------- | --------------------------------------------- | ------------------------------ | ----------------------------- |
| {\displaystyle \top }        | مفهومی خاص است که در آن هر شخص یک نمونه ⊤ است | {\displaystyle \top }          | top                           |
| {\displaystyle \bot }        | مفهوم تهی                                     | {\displaystyle \bot }          | bottom                        |
| {\displaystyle \sqcap }      | اشتراک یا عطف مفاهیم                          | {\displaystyle C\sqcap D}      | C and D                       |
| {\displaystyle \sqcup }      | اجتماع یا فصل مفاهیم                          | {\displaystyle C\sqcup D}      | C or D                        |
| {\displaystyle \neg }        | نقیض یا متمم مفاهیم                           | {\displaystyle \neg C}         | not C                         |
| {\displaystyle \forall }     | سور عمومی                                     | {\displaystyle \forall R.C}    | all R-successors are in C     |
| {\displaystyle \exists }     | سور وجودی                                     | {\displaystyle \exists R.C}    | an R-successor exists in C    |
| {\displaystyle \sqsubseteq } | شمول مفهوم                                    | {\displaystyle C\sqsubseteq D} | all C are D                   |
| {\displaystyle \equiv }      | هم‌ارزی مفهوم                                  | {\displaystyle C\equiv D}      | C is equivalent to D          |
| {\displaystyle {\dot {=}}}   | تعریف مفهوم                                   | {\displaystyle C{\dot {=}}D}   | C is defined to be equal to D |
| {\displaystyle :}            | ادعا مفهوم                                    | {\displaystyle a:C}            | a is a C                      |
| {\displaystyle :}            | ادعای نقش                                     | {\displaystyle (a,b):R}        | a is R-related to b           |

## تاریخچه
گرچه، به عنوان یک مبحث علمی، منطق توصیفی چندین دهه است، که وجود داشته، تنها در سالهای اخیر است که به صورتی وسیع مورد بررسی‌ها و استفاده‌های کاربردی گوناگون قرار گرفته است. تنظیم این گونه منطق‌ها با انگیزهٔ ایجاد یک بنیان صوری برای شبکه‌های معنایی آغاز گردید. اوّلین سیستم اجرا شده براساس دی‌ال کی‌ال-وان (KL-ONE) است، که تحت تأثیر کارهای انجام شده در زمینهٔ سیستم‌های قاب‌ها ایجاد شد. بعد از کی‌ال-وان به عنوان یک گام مهم آغازین، سامانه‌های متعدّدی بر پایهٔ منطق توصیفی طرّاحی و پیاده‌سازی شده است، که هر یک موضع متفاوتی را از نظر شرایط توان بیان‌گری، تمامیّت استدلال، و امکان‌پذیری استدلال ایجاب نموده است.

## منطق توصیفی فازی
منطق توصیفی فازی منطق فازی را با منطق توصیفی ترکیب می‌کند. از آنجا که مفاهیم مربوط به سامانه‌های هوشمند حدود و مرزهای دقیقاً تعریف شده‌ای را دارا نیست، جهت مواجهه با ابهامها و نادقیق بودن معیارهای عضویت به مؤلفهٔ منطق فازی نیز نیازمندیم.

## پانوشته‌ها
1. 1 2  Sikos, Leslie F. (2017). Description Logics in Multimedia Reasoning. Cham: Springer International Publishing. doi:10.1007/978-3-319-54066-5. ISBN 978-3-319-54066-5.
2. 1 2 3 4 5 6 7 8 9  "Description logic". Wikipedia (به انگلیسی). 2020-03-16.
3. ↑  Grau, B. C.; Horrocks, I.; Motik, B.; Parsia, B.; Patel-Schneider, P. F.; Sattler, U. (2008). "OWL 2: The next step for OWL" (PDF). Web Semantics: Science, Services and Agents on the World Wide Web. 6 (4): 309–322. doi:10.1016/j.websem.2008.05.001.
4. ↑  Ian Horrocks and Ulrike Sattler Ontology Reasoning in the SHOQ(D) Description Logic, in Proceedings of the Seventeenth International Joint Conference on Artificial Intelligence, 2001.
5. ↑  Formal
6. ↑  Expressive power